# Kayongozi
Kayongozi är ett vattendrag i Burundi. Det ligger i den centrala delen av landet, 100 kilometer öster om huvudstaden Bujumbura.
I omgivningarna runt Kayongozi växer huvudsakligen savannskog. Runt Kayongozi är det ganska tätbefolkat, med 111 invånare per kvadratkilometer.